# Adeline Grattard
Adeline Grattard, née le 8 février 1978 à Dijon, est une cheffe française, principalement connue pour son restaurant Yam'Tcha, dans le 1er arrondissement de Paris.

## Biographie
Après des études de langues, elle se forme à la cuisine à l'école Ferrandi, puis travaille notamment à L'Astrance auprès du chef Pascal Barbot, puis à Hong Kong avec son mari Chi Wah Chan, sommelier en thés.
De retour à Paris en 2009, elle ouvre le restaurant Yam'Tcha, servant une cuisine d'inspiration chinoise et française, salué par de nombreux critiques gastronomiques et qui reçoit une étoile au Guide Michelin un an après son ouverture.
En 2016, elle fait l'objet d'un épisode de la série Chef's Table: France, dérivée de la série documentaire Chef's Table.